# USS Ticonderoga (CV-14)
USS Ticonderoga (CV-14) bio je američki nosač zrakoplova u sastavu Američke ratne mornarice i jedan od nosača klase Essex. Prvi je brod u klasi s produženim pramcem prema kojem je cijela podklasa dobila naziv "Long-hull". Bio je četvrti brod u službi Američke ratne mornarice koji nosi ime Ticonderoga. Služio je od 1944. do 1973. godine. Sudjelovao je u borbama u Drugom svjetskom ratu i Vijetnamskom ratu. Ticonderoga je odlikovan s 5 borbenom zvijezdom (eng. battle stars – odlikovanje za sudjelovanje u bitkama) za sudjelovanje u bitkama u Drugom svjetskom ratu i s 12 borbenih zvijezda za sudjelovanje u Vijetnamskom ratu.
Povučen je iz službe 1973. godine, a 1975. je prodan kao staro željezo.

### Zajednički poslužitelj
|  | Zajednički poslužitelj ima stranicu o temi USS Ticonderoga (CV-14)    |
|  | Zajednički poslužitelj ima još gradiva o temi USS Ticonderoga (CV-14) |